# Star Wars Miniatures
Star Wars Miniatures es un juego de miniaturas coleccionables ambientado en el universo de ficción de la saga de La guerra de las galaxias. Creado y publicado por primera vez por la empresa Wizards of the Coast en 2004, en él están representados desde los personajes principales y tropas de la saga hasta personajes y ejércitos del universo expandido de Star Wars.
Hasta diciembre de 2007 ha habido siete expansiones, cada una de 60 miniaturas:
1. Rebel Storm
2. Clone Strike
3. Revenge of the Sith
4. Universe
5. Champion of the Force
6. Bounthy Hunter
7. Empire and alliance
8. Force Unleashed

Las miniaturas —denominadas personajes— se clasifican siguiendo dos criterios:
1. Por tamaño: pequeña, mediana, grande.
2. Por tipo: común, poco común, rara y muy rara.

A cada personaje acompaña una carta de juego en la que estipulan las características principales del personaje: costo de empleo, puntos de vida, ataque, defensa, daño que causa y sus habilidades.
Un aspecto muy interesante de este juego es que se pueden recrear en él las batallas épicas de la saga Star Wars en los mapas de diversos sistemas como por ejemplo Hoth, Dagobah y la Estrella de la Muerte, por ejemplo. Hay además mapas del Universo expandido como La toma del Centro de Comando por los Yuzzhan Vong, donde se representan combates de los gemelos Jaina y Jacen Solo o de Mara Jade y el maestro jedi Luke.
Hay diversas formas de juego:
- Escoger una Facción (120 puntos) con Fringe (80 puntos), en tiempo cronometrado y enfrentarse a otra persona

- Elegir una sola Facción (200 puntos)y enfrentarse a otra persona

- Escoger solo tropas (300 puntos) sin personas especialesy enfrentarse a varios jugadores

- Juego de estrategia y objetivos con tiempo límite para varios jugadores.